# Parelia albivirgula
Parelia albivirgula är en fjärilsart som beskrevs av Emilio Berio 1957. Parelia albivirgula ingår i släktet Parelia och familjen nattflyn. Inga underarter finns listade i Catalogue of Life.